# Emmering (Fürstenfeldbruck)
Emmering è un comune tedesco di 5 950 abitanti, situato nel land della Baviera.